# 月の植民

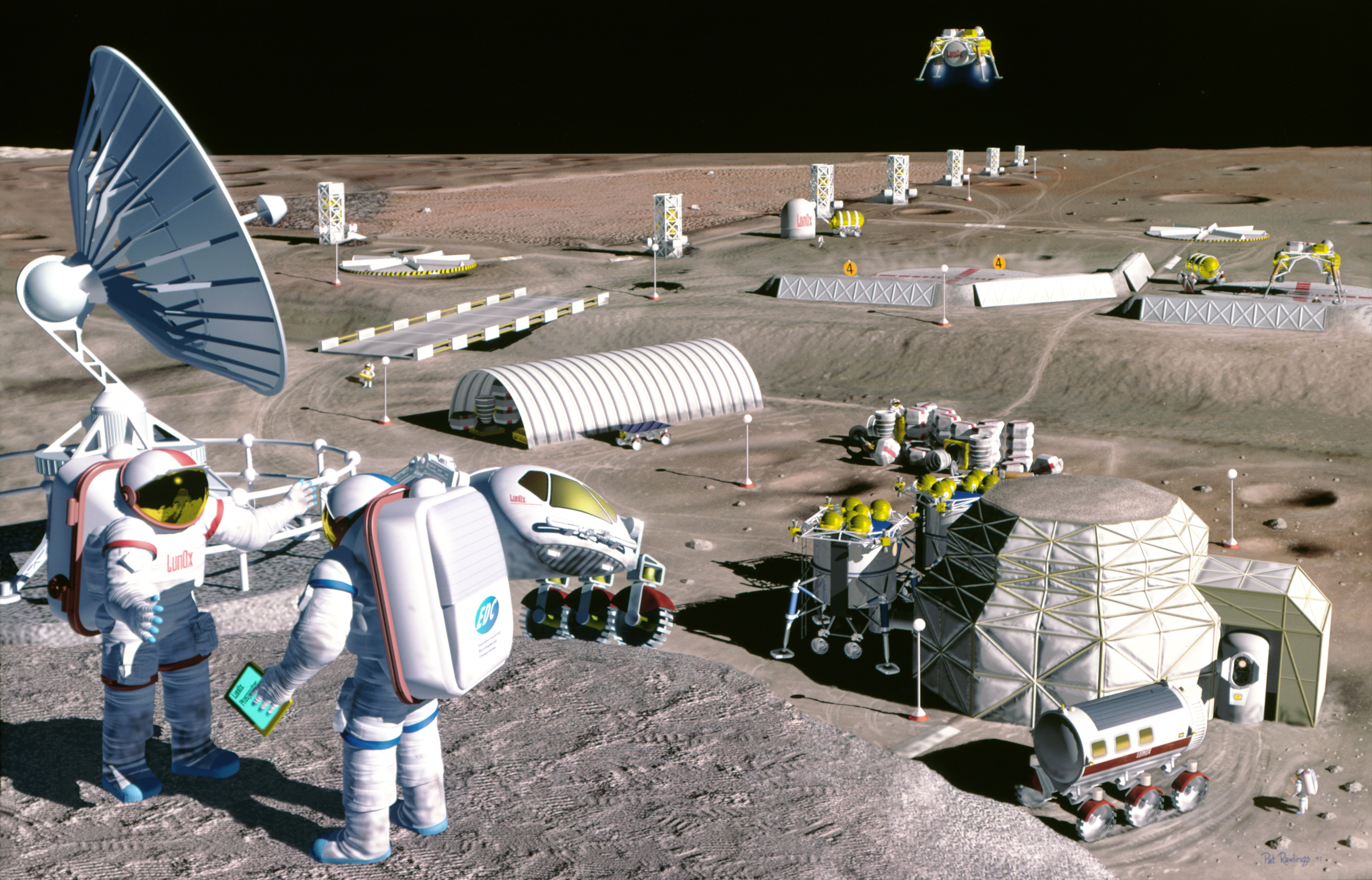
発展した月面基地の想像図

月の植民（つきのしょくみん）とは人類が月へ移住し、月の環境の中で生活基盤を形成すること。宇宙移民の構想の一つ。

## 概説
地球以外の天体上の恒久的な人間の居住地（コロニー）はSF作品の主要なテーマの一つである。技術の向上と地球上での人類の将来についての関心が高まるにつれ、幾人かの人々によって、宇宙移民は達成でき、遂行する価値のある目標だと主張されるようになった。地球からの近さと、早くからの望遠鏡による山や平地などの観察で、月は長い間、宇宙の中で人間の植民が可能な候補として見られてきた。しかしながら、アポロ計画により月への旅が（たとえ高コストだとしても）可能であると実証されたものの、宇宙飛行士が持って帰ってきた石と土のサンプルにより、生命に必要ないくつかの元素が極めて少ないことも証明されたせいで、月の植民に対する熱狂は削がれることになった。
火星協会などの多くの宇宙移民の提唱者は、現在ではより地球と似た環境を持っている火星に注目しているが、米国宇宙協会 (NSS) や月協会などは引き続き、月が最初の一歩としてより論理的だと考えている。月で採掘したヘリウム3を燃料とするきれいな核融合の可能性は、月基地に経済上の理由による可能性を与える。NASAはその長期計画である2004年の新宇宙計画に月への回帰を含めており、中国も2005年に有人ミッションを含んだ月探査計画を発表している。

## 歴史
月面探査などの歴史については、月#人間との関係史、ルナ計画、アポロ計画、ソ連の有人月旅行計画の項目を参照

## 利点と欠点
地球を出て人間の植民が可能か、または望ましいかどうかの一般的な問題を脇に置いたとしても（この問題に関する議論は宇宙移民を参照）、宇宙移民の提唱者達は月は植民の場所として利点と欠点の両方を有していると指摘する。

### 利点
天然の天体上のコロニーは、建築やその他放射線対策用も含めた、十分な資源の供給源を確保できるだろう。物を月から宇宙に送るために必要なエネルギーは、月の脱出速度の小ささのため、地球から宇宙へ物を送る場合と比べてはるかに少ない。このため、月は宇宙船の建造工場や燃料基地として機能することもできる。いくつかの計画では、月から物を発射するのにロケットではなく電気的な加速装置（マスドライバー）を使うことを考えている。また、地球よりも宇宙に近いとはいえ月にはいくらかの重力があり、経験上これは長期間の人間の健康に重要なことではないかと思われる。とはいえ、月の重力（おおよそ地球の1/6）がこのために満足いくものなのかはまだ不明である。
加えて、月は太陽系で最も地球に近い巨大天体でもある。ときおり、いくつかの地球に交差する小惑星がより近くを通過することはあるものの、月は一貫して38万4,400kmという短い距離である。この近さにはいくつかの利益がある。
- 物を地球から月に送るために必要なエネルギーは、その他ほとんどの天体と比べて少なく済む。地球に交差する小惑星は、相対速度は幾分少なく済むものの、数ヶ月の旅のため人間用に安全な住居が必要とされるだろう。その余分な重量が、相対速度のメリットを打ち消すというのは十分ありそうなことである。
- 所要時間の短さ。アポロの宇宙飛行士たちは3日間の旅で月旅行を実現した。さらに、技術の進歩によりニュー・ホライズンズのようにはるかに速い飛行ができるようになった。ニュー・ホライズンズでは月を9時間ほどで通過している。
- 短い所要時間により、緊急時に物品を地球から月のコロニーに素早く到達させることもできる。これは最初に人間のコロニーを設立するときには考慮すべき重要なポイントである。
- 地球との通信の遅延は数秒だけであり、普通の音声と映像による会話を許容する。他の太陽系の天体との遅延は分や時間のレベルである。これも初期のコロニー（地球の援助が必要となるような生命を脅かす問題が起こることは十分予想される）では特別な意味を持つだろう（例：アポロ13号）。
- 月の地球側では地球は大きくかつほとんどいつでも見えるが、火星では地球は全て見えるものの、地球から見た他の惑星と同じように、単なる星のようなものとしか見えないだろう。その結果、月コロニーに住んでいる人々はあまり離れたところではないと感じられるかもしれない。

### 欠点
月には植民の場所として幾つかの欠点がある。
- 長い月の夜は、太陽エネルギーに依存することを妨げ、極端な温度差に耐えうる設計のコロニーを要求する。この例外は「永遠の陽射し」 (PEL) と呼ばれる場所で、月の北極は絶えず日光を浴びている。ほとんどの時間光を得ることのできる極に近い他の地域でも、送電網によって繋がることでエネルギーを補うことができる。
- 月は、北極・南極付近には水素の存在を示すいくつかの証拠はあるものの、全体として生命のために必要な軽い元素（揮発性の）に欠けている。そのため、これらについては、初めは地球から運ぶ必要があるだろう。これはコロニーの成長率の制限となり、地球への依存が続くことにも繋がるだろう。この費用は、補給船の上段を揮発性物質を多く含む材料、カーボンファイバーやプラスティックなど、を使って建造することで減らすことができる。2006年、ケック天文台は、トロヤ群の二重小惑星パトロクロス（おそらく木星軌道のその他多くのトロヤ群の物体も）は水や氷、それに塵の層から成り立っていると思われると発表した[4]。この領域から惑星間輸送網 (en:Interplanetary Transport Network) を通して揮発性物質を輸入することも、遠くない未来には実用的となるかもしれない。またもっと近くで、小惑星帯のセレスも大量の水や氷を持っているかもしれない。
- 月の1/6gの低重力が、長期間滞在した場合に人間の健康への有害な影響を十分に防げるほどの強さなのかは、まだはっきりしていない。一ヶ月以上の期間無重力に晒された場合、骨と筋肉が弱くなるなど、生理的なシステムの悪化を引き起こすことが立証されている。低重力環境でも類似の影響は発生する。
- 断熱材としての大量の大気の不足は、月表面に深宇宙の真空のような極端な温度差を作り出す。
- また、大気の不足は植民地域に隕石が当たる危険性を増大させる。地表への隕石の衝突は、数え切れないクレーターが物語るように、月の歴史中ずっと起きている。
- 2020年、月の表面の放射線の被ばく量は1日当たり1369マイクロシーベルトで、ISS乗組員の被ばく量よりも約2.6倍高いとする論文が発表された。月面に滞在できる期間は2か月間が限度であり、それを超える場合は放射線を遮蔽する地下施設の建設が必要とされる[5]。

## 植民候補地
ロシア人の天文学者ウラディスラフ・シェフチェンコは1988年、月の前哨基地が満たすべきである3つの基準を提案した。
- 輸送にあたって、良い条件であること
- 科学的な興味を引くような、異なる種類の自然物や特徴が豊富であること
- 酸素などの天然資源

とはいえ、コロニーをどこかに置くとすると、潜在的な可能性を持つ場所は3つの大きなカテゴリーに分類できる。

### 極地域
月の極が人間のコロニーの場所として魅力的かもしれないというのには、二つの理由がある。一つ目は、極付近のいくつかの常に日陰となる地域に、水が存在していると思われる証拠があること。二つ目は、月の回転軸は黄道面に対してほぼ完璧に垂直であるため、極地コロニーは太陽エネルギーの電力のみで運営可能かもしれないことである。発電基地を日光が常に一箇所には当たるように設置することができ、さらに送電網によりそれぞれを繋ぐことが十分できる距離である。いくつかの場所にはほぼ絶え間なく日光が当たる。例えば、月の南極のシャクルトンクレーター付近に位置しているマラペール山で、そこは幾つかの利点を持っている。
- ほとんどの時間、太陽に照らされる。二つの密接した太陽電池により、絶え間なく電力を受け取ることができるだろう[7]。
- 近接するシャクルトンクレーター (116km) に電力と通信手段を提供できる。このクレーターは天体観測に潜在的に貴重である。赤外線観測にとっては非常に低い温度という利点があり、電波望遠鏡にとっても地球の電波干渉から保護されるという利点がある[7]。
- 近隣のシューメーカーやその他のクレーターは絶えず深い影に覆われており、貴重な水素やその他揮発物質を含んでいるかもしれない[7]。
- 高度がおよそ5,000mあるため、見通しでの通信可能範囲が広い。地球との通信でも有利である[7]。
- 月の南極に位置している南極エイトケン盆地は、知られている限り太陽系で最大の、衝突によりできた盆地である。これは、地質学者に月の地殻のより深い層に近づく機会を提供する。

北極では、ピアリークレーターの縁が基地の場所として有力だと提案されている。クレメンタイン計画の画像調査で、クレーターの縁の一部に永久（月の食は除く）に日光が当たるように見える場所が見つかった。その結果、この場所では温度条件が平均-50℃程度に安定していると予想される。これはシベリアや南極大陸の寒極の冬に相当する。ただし、この永久日照領域は、2008年の月探査機かぐやによる探査によって存在しないことが明らかになった。最大日照領域における日照率は月の北極において89%、南極において86%である。また、ピアリークレーター内部には水素の堆積物が存在するかもしれない。
クレメンタイン計画のデータは南極付近に水や氷が存在することを示唆している。ルナ・プロスペクター探査機は南極だけでなく、北極でもまた水や氷の可能性を発見した。だがその一方で、コーネルニュースは、アレシボ電波望遠鏡を使ったレーダーによる実験の結果、月に水の存在をほのめかすようなものは見つからなかったと伝えていた。2009年にはエルクロスの観測により、シャクルトンクレーターの近くのカベウスクレーターには確実に水が存在することが明らかになった。

### 赤道地域
月の赤道地域は、太陽風の入射角が高いため、ヘリウム3が集中しているのではないかと考えられている。また、月から資源を打ち上げるのにも利点を持っているが、月の自転速度が遅いためメリットは僅かである。
シェフチェンコが自身の基準を満たす場所の一つとして挙げたのが嵐の大洋である。幾つかの探査装置がこの領域に着陸した。ここには多くの地域と、ライナー・ガンマや黒いグリマルディクレーターのように長期間の研究に値する特徴がある。そのうえ、地球からの望遠鏡による観測とゾンド6探査機により、この地域では酸素を含む鉱物が存在することが明らかになっている。

### 月の裏側
月の裏側は地球との直接の通信は行えないが、L2のラグランジュ点に通信衛星を置くことでカバーすることができるだろう。そこは、地球から遮られるため、大きな電波望遠鏡の場所として適しているかもしれない。その地形は表側と異なり、かついまだ地表の探検は行われていない。
科学者は、表側の地域にチタンを元とする鉱物イルメナイトの集中が抑えられているのと同じように、裏側の海にヘリウム3がもっとも集中していると見積もっている。表側は、表面が地球との軌道により太陽風から部分的に遮られる。しかし、裏側は完全にむき出しの状態であり、イオンの流れの大きな割合を受け取っている。

## 構造物

### 居住地
居住地については月面基地の項目も参照

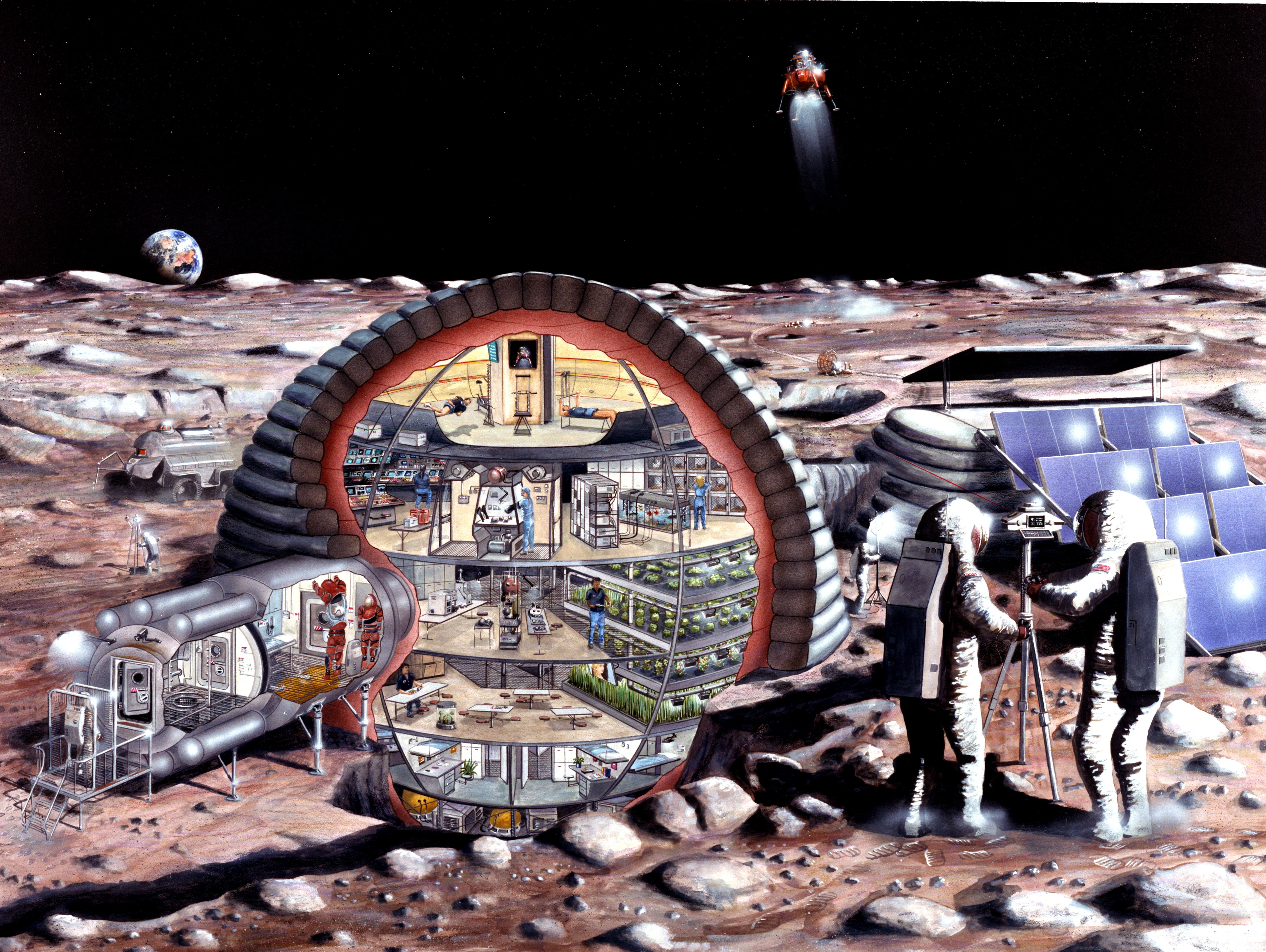
インフレータブル型のモジュールによる月面基地のコンセプト

居住モジュールに関しては多数の提案がある。そのデザインは、月に関する人間の知識が成長するに従い、また科学技術による可能性の変化により、発展してきた。居住地の提案は、実際の宇宙船の着陸船や使用済み燃料タンクから、様々な形の空気圧で膨らませる（インフレータブル型の）モジュールにまで及ぶ。早くから、月の環境のいくつかの危険（激しい温度変化や、大気や磁気圏の欠如（高いレベルの放射線と微小隕石を意味する）、それに長い夜）が認識され考慮されるようになった。
いくつかの提案では月の地下にコロニーを建設し、放射線や微小隕石からの保護を得ようとしている。そういった基地の建設はおそらくより複雑だろう。地球から運ばれる最初の機械の一つは、居住棟を掘るための遠隔操作のボーリングマシンかもしれない。かつて作られたこともあるが、いくつかの種類の硬化剤、たとえば利用可能な資源から作れるコンクリートに似た物質など、が崩落を避けるために必要となるだろう。また、元の位置に多孔性の断熱材を作って使用することもできるだろう。インフレータブル型でセルフシーリング機能を持った居住地も、空気を保つために設置されるかもしれない。掘る以外の手段としては、月に存在するかもしれない地下の枯れた巨大な溶岩洞が考えられる。2009年、かぐやの観測データの分析により、溶岩洞の入り口と思われる縦穴の存在が確認されている。
おそらく最も簡単な方法は、地表に月基地を建設し、月の土でモジュールを覆うことである。他に、月基地を地表に建設しその他の方法でも保護する、たとえば放射線や微小隕石への防御を改良した、考えも出されている。人工の磁場は、深宇宙の長距離の有人ミッションで放射線への防御策として提案されているが、類似の技術は月コロニーでも利用可能かもしれない。

### エネルギー
月基地では燃料の生産から通信、生命維持装置に科学研究まで、様々な作業のために電力を必要とするだろう。

#### 原子力
核分裂炉は、おそらく必要なエネルギーの大部分を満たすことができるだろう。核融合炉と比べての利点は、それが既に存在する技術であるということである。核融合炉の利点は、核融合で要求されるヘリウム3が月には豊富だということである。しかしながら、信頼でき、効率的な核融合炉は、月の植民の時点では利用できないだろう。
原子力電池(RTG)は太陽エネルギーによるコロニーでのバックアップと、緊急時のエネルギー源として使用できる。

#### 太陽エネルギー
太陽エネルギーは有力な候補である。それは月基地の比較的安いエネルギー供給源であることが証明されており、特に太陽電池パネルの製造に必要な原材料が採掘できることがわかってからは、より注目が集まっている。しかしながら、月の長い夜（地球の14日に相当）は太陽エネルギーの欠点となる。これは、幾つかの発電所を建て、少なくとも一箇所に常に日光が当たっているようにすることで、解決するかもしれない。他の可能性のある方法は、発電所を常に、またはほとんどの期間日光が当たる場所、たとえば月の南極付近にあるマラペール山や、北極付近のピアリークレーターの縁、に建てることである。
太陽エネルギーを変換するのはシリコンの太陽電池である必要はない。他にも、熱機関による発電機を動かすために、日向と日陰の大きな温度差を使うことも可能であるかもしれない。また、強力な太陽光を直接や鏡により中継して、照明や農業、熱加工に使うこともできる。さらに、焦点を合わせたときの熱は、月表面の資源から様々な元素を取り出す材料加工に利用することもできる。

#### 燃料電池
スペースシャトルの燃料電池は、17日間確実に動作している。月では、14.75日 - 月の夜の長さの期間、だけ必要となるだろう。次の月の夜に備え、昼の間に太陽パネル（太陽電池または太陽熱発電）から必要な電力を供給して、水（燃料電池の廃棄物）を水素と酸素に戻しておくことはできるだろう。
現在の燃料電池の技術は、シャトルで使われたものよりはるかに発展 - 固体高分子形燃料電池は軽く熱の発生も少ない（小さく軽い放熱器で済む） - しており、より経済的に地球から打ち上げることができる。
初期の基地やコロニーにおいては、シャトルの燃料電池でも十分満足できるだろう。

## 輸送手段

### 月面上の輸送

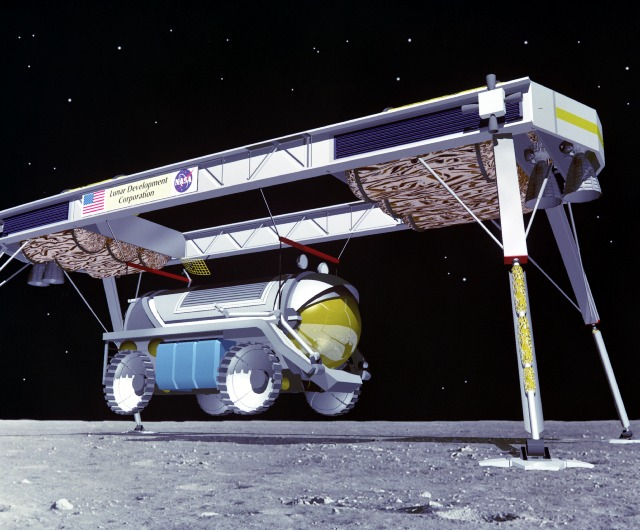
貨物宇宙船から降ろされる月面用ローバーの想像図

月入植者は、貨物や人のモジュールや宇宙船との行き来、また長期間の月表面の広大な領域の科学調査のため、長距離を移動する能力が欲しくなるだろう。提案されたコンセプトは、小さなオープンローバーから、研究設備を伴った大きな与圧モジュール、また少数ながら飛ぶものや跳ねるものまで、様々な乗り物のデザインを含んでいる。
地形が険しくも山がちでもなければ、ローバーは役立つことができる。2004年時点で、月表面で活動したローバーは、ボーイングにより作られたアポロの月面車 (LRV) と、ソ連のルナ計画で使用された無人ローバールノホートのみである。LRVは2人乗りのオープンローバーで、月の1日に92kmを移動できる。また、NASAの研究の一つ、移動月面研究室 (MOLAB) のコンセプトは乗員2名の有人与圧ローバーで、396kmもの距離を移動できる。ソ連も将来の月や火星への有人ミッションで使用するために、新しいルノホートシリーズ (DLB Lunokhod 1-3/LEK) とL5と呼ばれる異なるローバーのコンセプトを開発していた。これらのローバーのデザインは、より長期間のミッションのため全て与圧されていた。
一旦、複数の基地が月表面に確立されると、それらは恒久的な鉄道網で結ばれることになるだろう。輸送手段としては伝統的な鉄道と、磁気浮上式鉄道 (Mag-Lev) の両方が提案されている。磁気浮上式鉄道は、地表に列車を減速させる大気が無いため、地球上での航空機に匹敵するほどの速度を達成でき、特に魅力的である。しかしながら、月の列車には地球との一つの重要な違い、個々の車両に密閉と生命維持装置を必要とするということがある。車両に穴が開くことは生命の速やかな喪失に繋がるため、列車は脱線にも非常に高い抵抗力を持つ必要がある。
難しい課題だが、飛ぶ乗り物を使用するということも良いアイデアであるかもしれない。ベル・エアロシステムはNASAの研究の一部として、ルナ・フライング・ヴィークル (LFV) と呼ばれるデザインを提案した。また、ベルは類似したコンセプトの有人飛行システム (MFS) も開発している。

### 宇宙への輸送

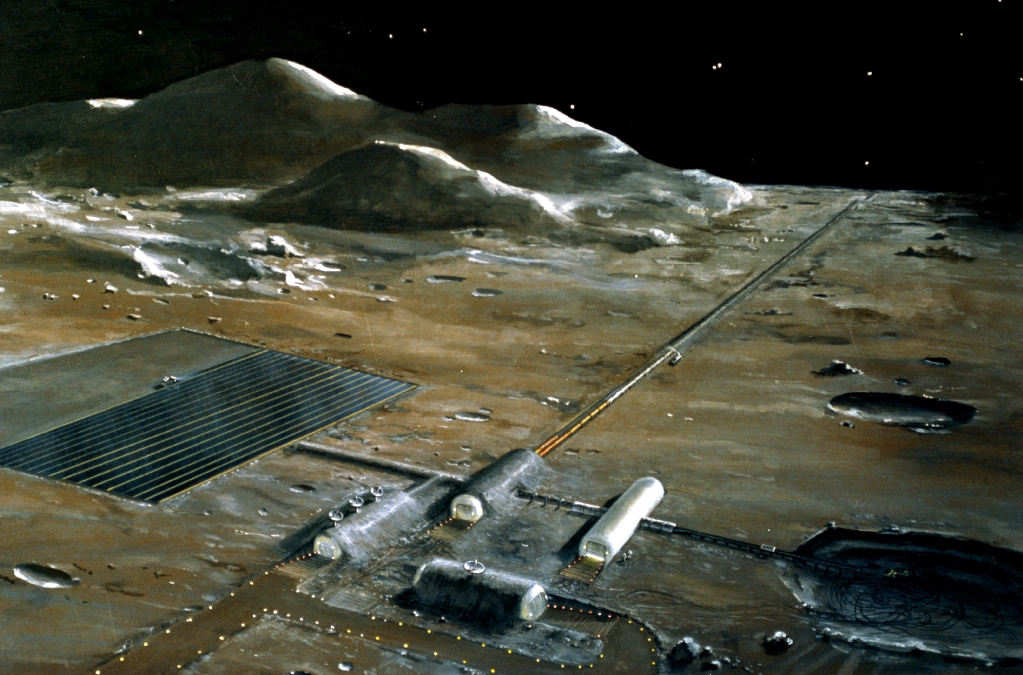
マスドライバーを持った月面基地の想像図（地平線のかなたへ向かう長い構造物がマスドライバー）

月基地には地球と月の間に、後には惑星間の様々な場所との間にも、人間や色々な種類の品物を輸送するための効率的な方法が必要となるだろう。月の一つの利点として比較的低重力であること（月から品物を打ち上げるのは地球からと比べてより簡単である）が挙げられる。月の大気が無いことは、利点にも欠点にもなる。月からの打ち上げは容易となるが、そのせいで抗力が無いため、空力ブレーキが不可能となり、着陸に余分な燃料を持ってくる必要が生じる。代替手段としては、たとえばレインジャー計画で試したように、衝撃を吸収する荷物で周囲を覆うものがある。もし、衝撃吸収材を、必要だが月には存在しない素材で作れば、吸収材も有用であるため効率が良くなる（レインジャーではバルサ材を使用） 。
月から惑星間の中継地点まで資源や製品を運ぶ一つの方法はマスドライバー（レールの上で磁力により加速し、打ち上げる）かもしれない。貨物は軌道上か地球 - 月のラグランジュ点に集められ、イオンエンジンや太陽帆、またはもっと別の方法を使った宇宙船により地球軌道やその他の目的地（地球近傍小惑星や、火星など他の惑星）に配送される。また、もし月の軌道エレベータが現実的だと証明されれば、それによって人間や原材料、製品をラグランジュ点L1やL2の軌道上のステーションに輸送できるだろう。またその他に、"空気銃"コンセプトとして提案された、熱したガスで資源を軌道上に打ち出すというものもある。

## 経済
長期的持続のため、コロニーを自給自足に近づけるべきである。月の資源による現地での鉱業と精錬は、地球と比べてはるかに低いエネルギーコストで宇宙に打ち上げることができるため、月の上と太陽系の他の場所で使う分には、地球から配送される物品と比べて大きな強みを持っている。21世紀、巨額の資金が惑星間の探検に費やされ、月から供給される商品の価格が魅力的になるということもありえるだろう。
だが、貿易で資源を地球に輸出することについては、輸送手段が高コストであるため、当然ながら問題がある。一つの提案として、太陽風によりもたらされたヘリウム3ならば輸出資源の候補となるのではないかというものがある。ヘリウム3は、月表面に10億年以上に渡って蓄積されているかもしれず、資源としては核融合炉の燃料として望ましそうなことが証明されており、かつ地球上では希少である。しかし、月表面の豊富なヘリウム3を核融合発電所で使用する方法は確立されていない。なお、中国は月表面のヘリウム3量の測定を探査計画の目標の一つとした。
その他の経済的な可能性としては観光産業、真空中の無菌で低重力な環境を必要とする製造業、科学研究、潜在的に生命に危険な分野やナノテクノロジーによる加工業、それに長期間の放射性物質の保管、などが考えられる。低重力の健康面での利用法（たとえば体が弱まった人が活動的なライフスタイルを楽しみ続ける）が見つかるかもしれない。また、大きな与圧ドーム／洞窟での人力飛行など、新しいスポーツも誕生するかもしれない。
月コロニーのために開発された技術は、宇宙の他の候補地、月との多くの類似点を持つ地球近傍小惑星や水星などに応用できるだろう（水星の植民を参照）。